# Zápas na Letních olympijských hrách 2016 – muži, volný styl do 86 kg
Zápasy v ve volném stylu na Letních olympijských hrách v Riu v kategorii středních vah mužů proběhly v hale Carioca Arena 2 v přilehlé části Ria de Janeira v Barra da Tijuca 20. srpna 2016.

## Finále
| finále               |                      |
| -------------------- | -------------------- |
| Abdulrašid Sadulajev | Abdulrašid Sadulajev |
| Selim Yaşar          | Abdulrašid Sadulajev |

## Opravy / O bronz
Do oprav se dostali volnostylaří, kteří během turnaje v pavouku prohráli svůj zápas s jedním ze dvou finalistů.
| opravy    | opravy         | o bronz        |               |
| --------- | -------------- | -------------- | ------------- |
| volný los | István Veréb   | Pedro Ceballos | Šarif Šarifov |
| volný los | István Veréb   | Pedro Ceballos | Šarif Šarifov |
|           | Pedro Ceballos | Pedro Ceballos | Šarif Šarifov |
|           |                | Šarif Šarifov  | Šarif Šarifov |
| volný los | Jaime Espinal  | Reineris Salas | J'den Cox     |
| volný los | Jaime Espinal  | Reineris Salas | J'den Cox     |
|           | Reineris Salas | Reineris Salas | J'den Cox     |
|           |                | J'den Cox      | J'den Cox     |

## Pavouk
|   | 1/32                | 1/16                 | čtvrtfinále          | semifinále           | finále               |
| - | ------------------- | -------------------- | -------------------- | -------------------- | -------------------- |
| A | volný los           | Abdulrašid Sadulajev | Abdulrašid Sadulajev | Abdulrašid Sadulajev | Abdulrašid Sadulajev |
| A | volný los           | Abdulrašid Sadulajev | Abdulrašid Sadulajev | Abdulrašid Sadulajev | Abdulrašid Sadulajev |
| A | volný los           | István Veréb         | Abdulrašid Sadulajev | Abdulrašid Sadulajev | Abdulrašid Sadulajev |
| A | volný los           | István Veréb         | Abdulrašid Sadulajev | Abdulrašid Sadulajev | Abdulrašid Sadulajev |
| A | volný los           | Pedro Ceballos       | Pedro Ceballos       | Abdulrašid Sadulajev | Abdulrašid Sadulajev |
| A | volný los           | Pedro Ceballos       | Pedro Ceballos       | Abdulrašid Sadulajev | Abdulrašid Sadulajev |
| A | volný los           | Mohamed Zaglul       | Pedro Ceballos       | Abdulrašid Sadulajev | Abdulrašid Sadulajev |
| A | volný los           | Mohamed Zaglul       | Pedro Ceballos       | Abdulrašid Sadulajev | Abdulrašid Sadulajev |
| B | volný los           | Pi Šeng-feng         | Šarif Šarifov        | Šarif Šarifov        | Abdulrašid Sadulajev |
| B | volný los           | Pi Šeng-feng         | Šarif Šarifov        | Šarif Šarifov        | Abdulrašid Sadulajev |
| B | volný los           | Šarif Šarifov        | Šarif Šarifov        | Šarif Šarifov        | Abdulrašid Sadulajev |
| B | volný los           | Šarif Šarifov        | Šarif Šarifov        | Šarif Šarifov        | Abdulrašid Sadulajev |
| B | volný los           | Zbigniew Baranowski  | Zbigniew Baranowski  | Šarif Šarifov        | Abdulrašid Sadulajev |
| B | volný los           | Zbigniew Baranowski  | Zbigniew Baranowski  | Šarif Šarifov        | Abdulrašid Sadulajev |
| B | volný los           | Sandro Aminašvili    | Zbigniew Baranowski  | Šarif Šarifov        | Abdulrašid Sadulajev |
| B | volný los           | Sandro Aminašvili    | Zbigniew Baranowski  | Šarif Šarifov        | Abdulrašid Sadulajev |
| C | volný los           | Selim Yaşar          | Selim Yaşar          | Selim Yaşar          | Selim Yaşar          |
| C | volný los           | Selim Yaşar          | Selim Yaşar          | Selim Yaşar          | Selim Yaşar          |
| C | volný los           | Jaime Espinal        | Selim Yaşar          | Selim Yaşar          | Selim Yaşar          |
| C | volný los           | Jaime Espinal        | Selim Yaşar          | Selim Yaşar          | Selim Yaşar          |
| C | volný los           | Reineris Salas       | Reineris Salas       | Selim Yaşar          | Selim Yaşar          |
| C | volný los           | Reineris Salas       | Reineris Salas       | Selim Yaşar          | Selim Yaşar          |
| C | volný los           | Kim Kwan-uk          | Reineris Salas       | Selim Yaşar          | Selim Yaşar          |
| C | volný los           | Kim Kwan-uk          | Reineris Salas       | Selim Yaşar          | Selim Yaşar          |
| D | volný los           | J'den Cox            | J'den Cox            | J'den Cox            | Selim Yaşar          |
| D | volný los           | J'den Cox            | J'den Cox            | J'den Cox            | Selim Yaşar          |
| D | Aslan Kachidze      | Omargadži Magomedov  | J'den Cox            | J'den Cox            | Selim Yaşar          |
| D | Omargadži Magomedov | Omargadži Magomedov  | J'den Cox            | J'den Cox            | Selim Yaşar          |
| D | Orgodolyn Üjtümen   | Michail Ganev        | Alírezá Karimí       | J'den Cox            | Selim Yaşar          |
| D | Michail Ganev       | Michail Ganev        | Alírezá Karimí       | J'den Cox            | Selim Yaşar          |
| D | Alírezá Karimí      | Alírezá Karimí       | Alírezá Karimí       | J'den Cox            | Selim Yaşar          |
| D | Mohamed Saadaoui    | Alírezá Karimí       | Alírezá Karimí       | J'den Cox            | Selim Yaşar          |